# Дерби Сентер (Вермонт)
Дерби Сентер (енгл. Derby Center) град је у америчкој савезној држави Вермонт.

## Демографија
По попису из 2010. године број становника је 597, што је 73 (-10,9%) становника мање него 2000. године.
| Група             | 2000.       | 2010.       |
| Белци             | 649 (96,9%) | 591 (99,0%) |
| Афроамериканци    | 1 (0,1%)    | 2 (0,3%)    |
| Азијати           | 2 (0,3%)    | 0 (0,0%)    |
| Хиспаноамериканци | 4 (0,6%)    | 0 (0,0%)    |
| Укупно            | 670         | 597         |